# 鈴木定幸
鈴木 定幸（すずき さだゆき、1967年（昭和42年）1月12日 - ）は、日本の政治家、実業家。茨城県常陸大宮市長（2期）。元茨城県議会議員（3期）。

## 来歴
茨城県常陸大宮市出身。茨城県立水戸第一高等学校卒業。防衛大学校卒業。
コスモ石油に勤務したのち、石油販売会社の代表取締役を務める。
2010年（平成22年）12月の茨城県議会議員選挙に立候補し初当選。県議時代は自由民主党に所属した。
2020年（令和2年）2月27日、任期満了に伴う常陸大宮市長選挙に出馬する意向を表明。同年4月5日告示、4月12日投票の市長選で無投票により初当選した。4月23日、市長就任。
2024年（令和6年）4月44日の市長選で2度目の当選をした。